# Serra do Rio do Rastro

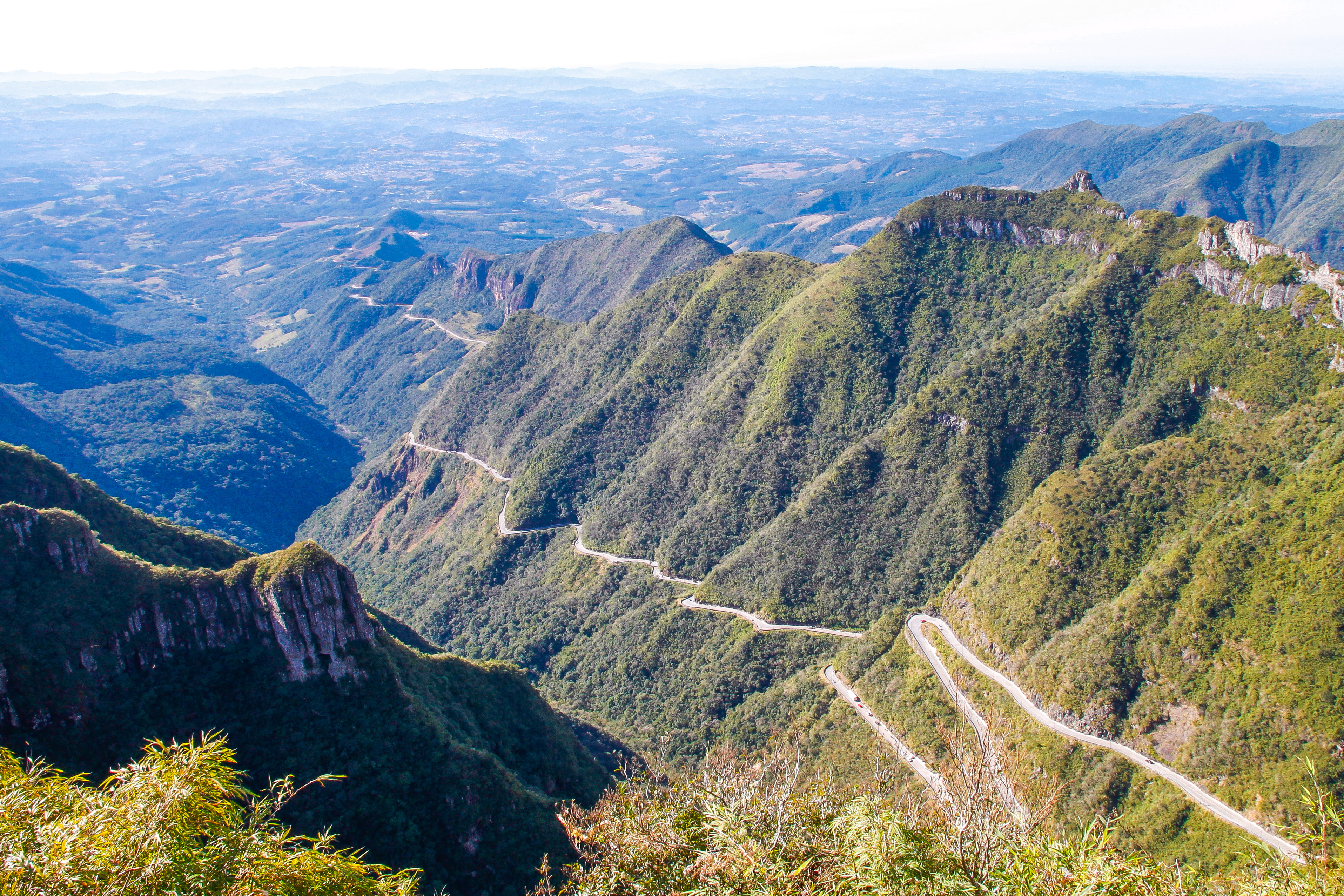
Panorama da serra do Rio do Rastro, mostrando a Rodovia SC-390. São 284 curvas bem fechadas.

A serra do Rio do Rastro é uma das serras de Santa Catarina, localizada no sul do estado. É cortada pela rodovia SC-390. Com muitas matas e cachoeiras, é um dos cartões-postais do estado. Localiza-se no município de Lauro Müller, a mais de 1421 metros de altitude. Um mirante localizado em seu topo proporciona uma visão panorâmica. O ponto mais elevado, próximo da sua descida a sudeste, é o morro da Ronda, onde há um banco de frente ao cânion de mesmo nome e possibilita o acesso pela rodovia, a sul (cerca de 500 m da SC-438) que leva ao interior de Bom Jardim da Serra, junto aos Aparados da Serra e tem 1507 m de altitude. Dele, avista-se o ponto mais elevado do estado do Rio Grande do Sul (Monte Negro com 1398 m) em dias claros, sempre olhando-se ao S. Ao N-NW, avista-se um dos três pontos mais elevados de SC, o Morro da Igreja com 1822 m de altitude. É o principal passo de montanha ligando o litoral e o planalto catarinense.
O percurso da rodovia SC-390 é caracterizado por subidas íngremes e curvas fechadas, bem como pelos seus quiosques. Coberta pela mata Atlântica, com uma fauna bem diversa, com vários tipos de felinos de pequeno, médio e grande portes, uma fauna de macacos (bugios, macacos-prego, saguis), quatis, pacas, mãos-peladas, tatus, tamanduás e iraras, que são animais comuns numa mata Atlântica preservada. Também há uma avifauna composta de águias chilenas, tiês-sangue, tucanos, araras, papagaios etc. Subindo desde o distrito de Guatá, percorre-se a floresta ombrófila densa (Mata Atlântica), com seus diversos níveis, e os mais elevados, são montanha e alta-montanha e depois, a Flora Rupicola, com endemismo considerável, no topo como uma franja a Matinha Nebular, depois em transição, Campos Sulinos e do outro lado da serra, a Floresta Ombrófila Mista (Mata das Araucárias), também com suas faces montanha e alto-montanha, alternado- com os Campos Sulinos em mosaicos campo-matas.[carece de fontes?]
A serra do Rio do Rastro faz parte de uma coluna estratigráfica clássica do antigo supercontinente Gondwana no Brasil, a Coluna White, tendo sido classificada como um dos sítios geológicos brasileiros, pela Comissão Brasileira de Sítios Geológicos e Paleobiológicos.
A rodovia SC-390 que atravessa  a Serra do Rio do Rastro recentemente ganhou o título de "Carretera Asombrosa" (tradução: Estrada Espetacular) de uma enquete de uma revista espanhola.